# Lingüística sincrónica
La lingüística sincrónica es el estudio de la lengua en el momento presente: no sujeto, por tanto, a cambios históricos y sin atender a las razones que motivaron que un fenómeno sea de tal o cual manera. Se opone a la lingüística diacrónica o lingüística histórica: consideración de la lengua en su aspecto estático en un momento dado de su existencia histórica.
Es un término propuesto por Ferdinand de Saussure para designar un estado de lengua en un momento dado. Al estudiar una lengua en sincronía hay que dejar a un lado su historia. En la metodología de la investigación se compara también con la forma de estudio transversal.

## Métodos de análisis en lingüística sincrónica

### Lingüística estructural
La lingüística estructural fue desarrollada por investigadores que trabajaron en la tradición postbloomfieldiana.

### Gramática generativa transformacional

#### Generación de oraciones gramaticales
Una gramática generativa, en el sentido en que Noam Chomsky utilizó el término, es un sistema de reglas formalizado con precisión matemática que genera, sin necesidad de información alguna que no sea representada explicitamente en el sistema, las oraciones gramaticales de la lengua que describe o caracteriza, y asigna a cada oración una descripción estructural, o análisis gramatical. Todos los conceptos dados a conocer en esta definición de gramática "generativa" serán explicados y ejemplificados en esta sección. Las gramáticas generativas son de dos tipos: este artículo se ocupa principalmente del tipo conocido como transformacional (o más específicamente, generativa transformacional). La gramática transformacional fue iniciada por Zellig S. Harris en el desarrollo de un trabajo sobre lo que denominó análisis del discurso (el análisis formal de la estructura del texto continuo). Fue perfeccionada por Chomsky, quien además le dio una base teórica diferente.

#### Gramática de Harris
Harris distinguió al interior del conjunto total de las oraciones gramaticales en una lengua dada dos subconjuntos complementarios: oraciones nucleares (kernel sentences) y oraciones no nucleares (nonkernel sentences).

#### Gramática chomskiana
El sistema de Chomsky de gramática transformacional, aunque desarrollado con las bases del trabajo de Harris, difiere de este en varios respectos.
Dentro de los aportes de Chomsky se adhieren conceptos tales como los de Gramática Universal; Competencia y Actuación; Sistema computacional, El problema de Platon, entre otros.

### Tagmémica
El sistema de análisis de la tagmémica (o tagmemática), de la forma como lo presentó Keneth Lee Pike, fue desarrollado para el análisis no solo de la lengua sino de todo lo relacionado con el comportamiento humano que manifiesta la propiedad de paradigma (patterning).

### Gramática estratificacional
El método de análisis llamado gramática estratificacional (cuyo principal defensor es Sydney M. Lamb, un lingüista estadounidense) se denomina así ya que se basa en la noción de que cada lengua comprende un número restringido de capas de estratos, relacionados jerárquicamente de tal manera que las unidades o combinaciones de unidades de un estrato realizan unidades o combinaciones de unidades en el siguiente estrato más grande.

### Escuela de Praga
Lo que se conoce como Escuela de Praga comprende un grupo bastante grande de investigadores, principalmente europeos, que aunque de por sí no hayan sido miembros del Círculo Lingüístico de Praga, derivaron su inspiración en los trabajos de Vilém Mathesius, Nikolay Trubetskoy, Roman Jakobson y otros eruditos radicados en Praga en la década que precedió la Segunda Guerra Mundial.